# Ernst Evald Bergroth
Ernst Evald Bergroth, född 1 april 1857 i Jakobstad, död 22 november 1925 i Ekenäs, var en finländsk läkare och entomolog. Han var bror till Hugo Bergroth
Bergroth blev medicine licentiat 1886, var på 1880- och 1890-talet kommunalläkare i Tammela och stadsläkare i Tammerfors, hade 1906–1911 läkarpraktik i USA och var sedan provinsialläkare i Tornedalen, Jämsä och Ekenäs. Han var känd i entomologiska kretsar världen runt som expert på exotiska halvvinge- och tvåvingearter. Han publicerade drygt 300 vetenskapliga artiklar i inhemska och utländska tidskrifter, företog 1877 en forskningsresa till nordvästra Sibirien och utgav tre år senare verket Anmärkningar om fiskfaunan i nedre Irtisch och Ob.